# Indeks UV
Indeks UV je merilo za velikost učinka ultravijočnega sevanja na človeško kožo. 

Običajno je to sevanje, ki prihaja s Sonca. Indeks UV se praviloma vedno podaja za določen kraj in čas. Skupaj s tipom kože predstavlja merilo za zaščito med izpostavljanjem ljudi Sončnim žarkom. Uporablja se v glavnem za napovedovanje moči sevanja za široko uporabo. Namen napovedovanja je boljša zaščita ljudi pred prevelikim izpostavljanjem sončnim žarkom, kar lahko povzroča poškodbe oči, staranje kože in kožnega raka. Indeks UV je odvisen od geografskega položaja, nadmorske višine in letnega časa. Podnevi je indeks običajno najvišji opoldan, odvisen pa je še od stopnje oblačnosti.

## Pravila za zaščito
| Indeks UV | Opis                                                               | Barva za označevanje | Priporočljiva zaščita |
| --------- | ------------------------------------------------------------------ | -------------------- | --- |
| 0–2       | Ni nevarnosti za povprečne zdrave ljudi                            | zelena               | Nosite sončna očala; Uporabjajte zaščitne kreme, če je na tleh sneg, ki močno odbija ultravijolično sevanje, ali če imate občutljivo kožo. |
| 3–5       | Manjša nevarnost pri nezaščitenem izpostavljanju sončnim žarkom    | rumena               | Nosite sončna očala in uporabljajte zaščitne kreme, prekrijte telo z obleko in klobukom ter poiščite senco okoli poldneva, ko so sončni žarki najmočnejši. |
| 6–7       | visoka nevarnost za poškodbe pri nezaščitenem izpostavljanju soncu | oranžna              | Nosite sončna očala in uporabljajte zaščitne kreme z zaščitnim faktorjem 15 ali več, prekrijte telo s primerno obleko in nosite klobuk s širokimi krajci, čim bolj zmanjšajte čas izpostavljanja soncu dve uri pred poldnevom in tri ure po sončnem poldnevu (to je od 11:00 do 16:00) v področjih, kjer se uporablja premakljivi letni čas. |
| 8–10      | Velika nevarnost za poškodbe pri nezaščitenem izpostavljanju soncu | rdeča                | Veljajo isti ukrepi kot zgoraj – upoštevajte pa, da nezaščitena koža lahko hitro dobi opekline. |
| 11+       | Izredno velika nevarnost za poškodbe nezaščitene kože              | vijolična            | Potrebni so vsi ukrepi: nošenje sončnih očal, zaščitne kreme, koža mora biti pokrita z majico z dolgimi rokavi, nositi je potrebno dolge hlače, uporabljajte zelo širok klobuk. Izogibajte se soncu dve uri pred in tri ure po sončnem poldnevu.                                                                                             |

Priporoča se, da se ljudje vedno zaščitijo, če je indeks večji od 3.

## Indeks UV po mesecih
V naslednji tabeli je za različne severne geografske širine podan povprečen indeks UV za posamezne mesece v letu.
| zemljepisna širina | jan | feb | mar | apr | maj | jun | jul | avg | sep | okt | nov | dec |
| ------------------ | --- | --- | --- | --- | --- | --- | --- | --- | --- | --- | --- | --- |
| 60°                | 0   | 0   | 1   | 3   | 4   | 5   | 5   | 4   | 2   | 1   | 0   | 0   |
| 52°                | 1   | 1   | 2   | 4   | 5   | 7   | 7   | 5   | 3   | 1   | 1   | 0   |
| 39°                | 2   | 3   | 4   | 6   | 8   | 9   | 9   | 8   | 6   | 4   | 2   | 1   |
| 0°                 | 12  | 13  | 13  | 12  | 11  | 10  | 11  | 11  | 12  | 12  | 12  | 11  |

## Postopek določanja indeksa UV
Indeks UV se izmeri in določa na naslednji način :
- Najprej se izmeri jakost ultravijoličnega sevanja za valovne dolžine od 280  nm do 400 nm (na diagramu rdeča krivulja). Vrednosti označimo z {\displaystyle E(\lambda )}, merimo pa jih v W/m2/nm.
- Dobljene vrednosti pomnožimo pri vsaki valovni dolžini z vrednostjo {\displaystyle C(\lambda )}, ki predstavlja vpliv ultravijoličnega sevanja na človeško kožo (zelena krivulja na diagramu). To krivuljo je sprejela Komisija za obsevanje (CIE ali Commission Internationale de l’Eclairage). Kaže na to, kako močno poškoduje človeško kožo ultravijolično sevanje pri različnih valovnih dolžinah. Na diagramu je označena kot Eritemalni spekter aktivnosti (eritém pomeni rdečina). Dobimo krivuljo, ki je označena z modro barvo (efektivni spekter).
- Dobljene vrednosti seštejemo za vse valovne dolžine (to je ploščina pod modro krivuljo), kar lahko opišemo z integralom

{\displaystyle E_{CIE}=\int _{280nm}^{400nm}E(\lambda )\cdot C(\lambda )\,\mathrm {d} \lambda }
- Vsoto pomnožimo z vrednostjo 40 m2/W. Tako dobimo vrednost brez enote.

Standardna naprava za merjenje jakosti ultravijoličnega sevanja je spektrofotometer. Namesto njega se uporablja tudi širokopasovni senzor, ki ima podobne značilnosti kot jih kaže človeška koža pri odzivu na obsevanje z ultravijolično svetlobo.

## Napovedi indeksa UV za Slovenijo
- Napoved pri Agenciji republike Slovenije za okolje
- napoved pri VREME.SI
- napoved pri RTV-SLO
- napoved pri ALTERMED.ORG